# Mandelinka bramborová

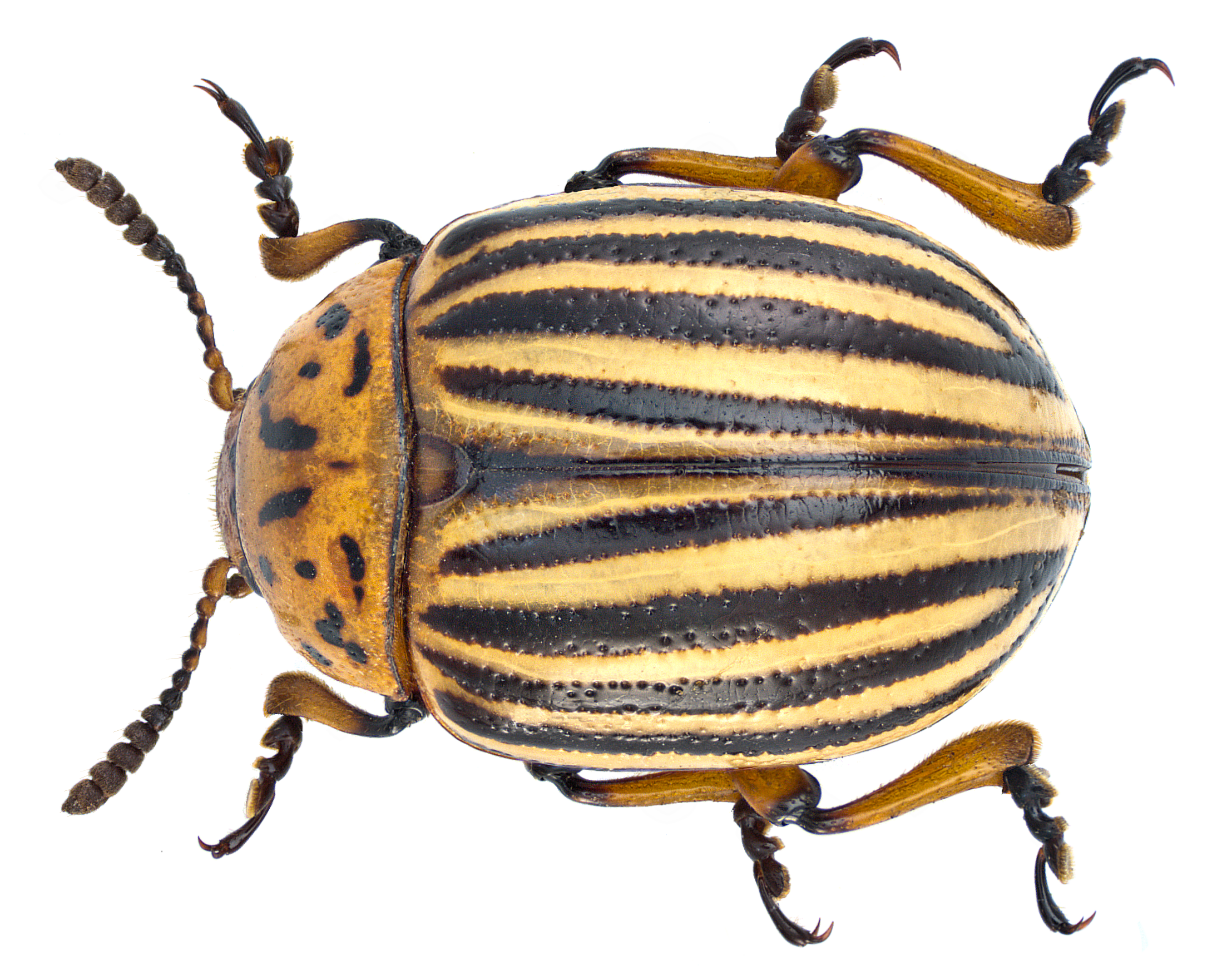
Dospělý jedinec mandelinky bramborové (Leptinotarsa decemlineata)

Mandelinka bramborová (Leptinotarsa decemlineata), také známá pod lidovými jmény koloradský brouk nebo americký brouk, je brouk z čeledi mandelinkovitých (Chrysomelidae) a rodu mandelinka (Leptinotarsa). Jedná se o hlavního a také nejznámějšího škůdce brambor. Je 6 až 11 mm dlouhá, s pestrým žlutooranžovým tělem a pěti výraznými hnědými pruhy po délce každé krovky. Původně se vyskytovala jen v Severní Americe, avšak od roku 1859 se na bramborách rychle rozšiřovala napříč Amerikou, poté Evropou a následně také Asií.
Mandelinku bramborovou poprvé popsal v roce 1824 americký entomolog Thomas Say, avšak poprvé ji pozoroval Thomas Nuttall. Jejím predátorem je i slunéčko Coleomegilla maculata, které požírá vajíčka mandelinky.

## Taxonomie
Mandelinka bramborová byla poprvé objevena v roce 1811 anglickým botanikem a zoologem Thomasem Nuttallem a následně popsána v roce 1824 americkým entomologem Thomasem Sayem. Typoví brouci byli posbíráni ve Skalnatých horách, kde se živili rostlinou Solanum rostratum.

## Popis
Dospělci mají délku 6 až 11 mm a šířku 3 mm. Brouci jsou oranžovožluté barvy s deseti charakteristickými černými pruhy na krovkách. Druhové jméno decemlineata, což znamená „desetičárková“, je odvozeno od tohoto zbarvení. Dospělci však mohou být zaměněni s podobným broukem Leptinotarsa juncta, „nepravou mandelinkou“, která není zemědělským škůdcem. L. juncta má také střídající se černé a bílé proužky, ale jeden z bílých proužků ve středu každé krovky chybí a je nahrazen světle hnědým pruhem.
Oranžovorůžové larvy mají velký, devítičlánkový zadeček a černou hlavu, viditelné průduchy a u posledního instaru mohou měřit v délce až 15 mm. Larva brouka prochází během svého vývoje čtyřmi instary. Hlava v průběhu těchto fází vývoje zůstává černá, ale pronotum změní barvu z černé v larvách prvního a druhého instaru na oranžovohnědé ohraničení ve třetím instaru. U larev ve čtvrtém instaru je asi polovina pronota zbarvena světle hnědě. Toto seskupení rodů je charakterizováno konvexními těly kulatých až oválných tvarů, které jsou obvykle jasně zbarvené, mají jednoduché drápky, které se oddělují v základu, otevřené dutiny za příkyčlím a variabilní apikální článek čelistních makadel.

## Výskyt
Brouk pochází ze Severní Ameriky, kde žije všude kromě Aljašky, Kalifornie, Havaje a Nevady. Je hojný na většině území Evropy a v Asii, což představuje celkem více než 16 milionů km2.
Poprvé si lidé souvislosti mezi mandelinkou a bramborem (Solanum tuberosum) povšimli v roce 1859, když tento brouk začal ničit porosty brambor v oblasti města Omahy v Nebrasce. Rozšiřování na východ probíhalo rychle, průměrně o 140 km za rok.
Do roku 1874 dosáhla mandelinka pobřeží Atlantiku. Od roku 1871 americký entomolog Charles Valentine Riley varoval Evropany před možným náhodným zavlečením brouků z Ameriky. Od roku 1875 několik západoevropských zemí, včetně Německa, Belgie, Francie a Švýcarska, zakázalo dovoz amerických brambor, aby tomu zabránilo.
Tato opatření se ukázala jako neúčinná, protože mandelinka do Evropy brzy dorazila. Už v roce 1877 se objevila ve Spojeném království; byla poprvé objevena v docích v Liverpoolu, ale nezačala se šířit. Pak došlo k mnoha dalším výskytům: tento druh byl ve Velké Británii huben nejméně 163krát. Poslední velký výskyt byl zaznamenán v roce 1976. Mandelinka je ve Spojeném království pokládána za karanténního škůdce, jehož výskyt je nutno ohlásit, a je sledována ministerstvem DEFRA (Department for Environment, Food and Rural Affairs, Ministerstvo životního prostředí, potravin a rozvoje venkova), aby se zabránilo jejímu rozšíření. Analýza nákladů a přínosů z roku 1981 uvádí, že náklady na preventivní hubení mandelinky ve Velké Británii jsou nižší než odhadované výdaje na zásahy proti ní, pokud by se ve Velké Británii rozšířila.
|  | – původní rozšíření mandelinky bramborové  |
|  | – současné rozšíření mandelinky bramborové |
|  | – původní rozšíření bramboru               |

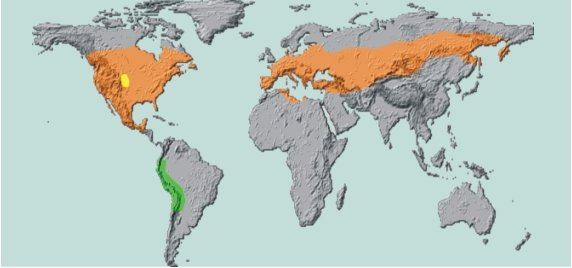
Rozšíření mandelinky bramborové

Jinde v Evropě se bezprostředně po první světové válce mandelinka uchytila blízko amerických vojenských základen v Bordeaux a začátkem druhé světové války se začala šířit do Belgie, Nizozemska a Španělska. Mandelinka žije ve většině Evropy. Po druhé světové válce byla v sovětské okupační zóně Německa do roku 1950 napadena téměř polovina všech bramborových polí. Ve východním Německu se mandelince říkalo Amikäfer („americký brouk“) na základě tvrzení tamější vlády, že ji tam shodila americká letadla.
V EU zůstává regulovaným (karanténním) škůdcem ve Spojeném království, Irské republice, na Baleárských ostrovech, Kypru, Maltě a v jižní části Švédska a Finska. V žádném z těchto členských států není rozšířen, ale příležitostné napadení může nastat, když například vítr zanese dospělé jedince z oblastí, kde mandelinka žije.

Mandelinka se pravděpodobně dále rozšíří do oblastí mírného podnebného pásu východní Asie, Indie, Jižní Ameriky, Afriky, Nového Zélandu a Austrálie.

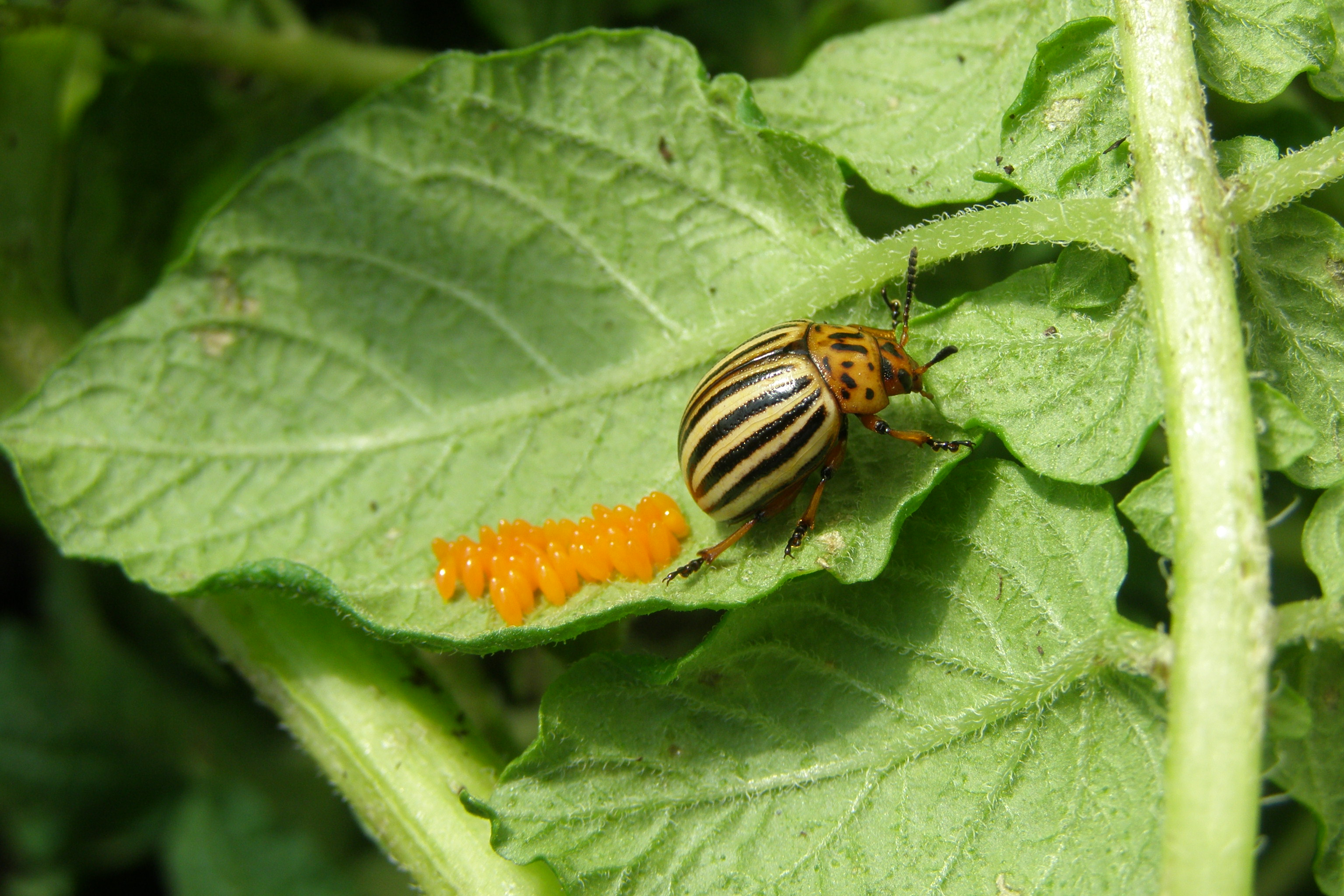
Dospělec mandelinky bramborové s vajíčky na listu bramboru

## Životní cyklus
Mandelinka je velmi plodná a dokáže za 4–5 týdnů naklást více než 500 vajíček. Jsou žlutá až oranžová, dlouhá asi 1 mm. Obvykle jsou kladena ve snůškách kolem třiceti kusů na spodní stranu listů hostitelské rostliny. Vývoj všech životních fází závisí na teplotě. Po 4 až 15 dnech se z vajíčka vylíhne červenohnědá larva se ztloustlým tělem, na němž jsou na obou stranách dvě řady tmavě hnědých skvrn. Živí se listy hostitelské rostliny.
Larvy procházejí čtyřmi vývojovými fázemi (instary). První instar je přibližně 1,5 mm dlouhý a poslední (čtvrtý) 8 mm. První až třetí instar trvá asi 2–3 dny; čtvrtý 4–7 dnů. Po dosažení plné velikosti setrvává čtvrtý instar několik dní jako předkukla, která nepřijímá potravu; lze ji rozpoznat podle nečinnosti a světlejšího zbarvení. Předkukly zalézají do půdy do hloubky několika centimetrů, kde se zakuklí. Za 5 až 10 dní se objeví dospělý brouk, který se živí listy hostitelské rostliny a páří se. Vývoj mandelinky od vajíčka do dospělce může být ukončen za pouhých 21 dní.
V závislosti na teplotě, světelných podmínkách a kvalitě hostitele mohou dospělci upadnout do diapauzy, ve které setrvají až do jara. Po přezimování se vrací na hostitelské rostliny za účelem získání potravy a páření; přezimující dospělci se mohou začít pářit do 24 hodin od chvíle, kdy ze země vylezou. Na některých místech se v každé vegetační sezoně mohou vyskytovat tři generace, ale bývá jich i více.

## Chování a ekologie

### Potrava
Mandelinka je úzce vázána na rostliny čeledi Solanaceae, zejména rostliny rodu Solanum. Má přímou vazbu se Solanum cornutum (lilek zobanitý), Solanum nigrum (lilek černý), Solanum melongena (lilek vejcoplodý), Solanum dulcamara (lilek potměchuť), Solanum luteum (lilek žlutý), Solanum tuberosum (lilek brambor) a Solanum elaeagnifolium (lilek hlošinolistý). Živí se rovněž dalšími druhy této čeledi, například druhem Solanum lycopersicum (rajče jedlé) a rostlinami rodu Capsicum (paprika).

### Predátoři

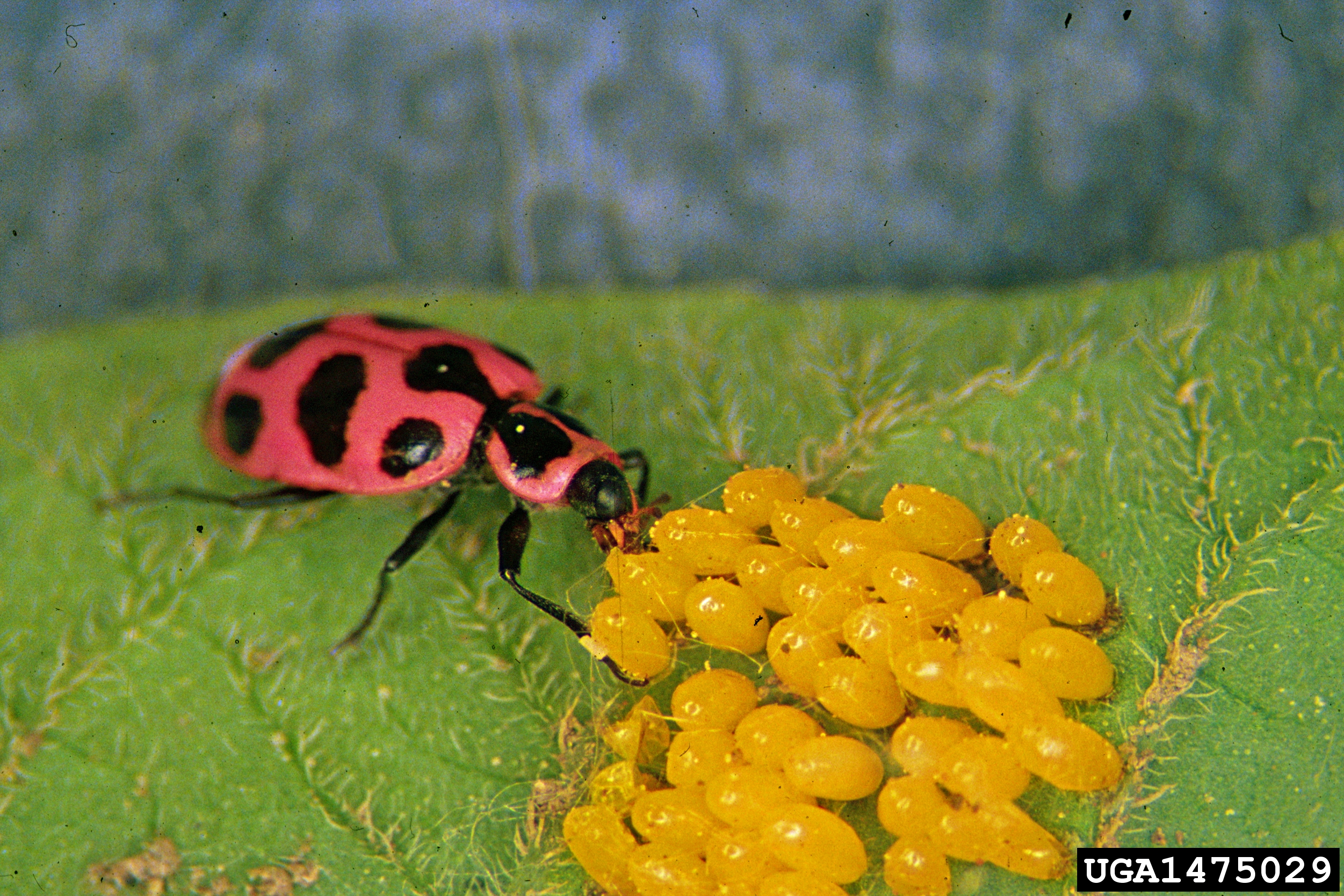
Slunéčko Coleomegilla maculata požírající vajíčka mandelinky bramborové

Nejméně 13 hmyzích rodů, tři čeledi pavouků, jeden sekáč (Opiliones) a jeden roztoč byli zaznamenáni jako obecní či specializovaní predátoři různých vývojových stádií mandelinky. Tyto druhy zahrnují terestrické brouky druhu Lebia grandis, slunéčka Coleomegilla maculata a Hippodamia convergens, dravé ploštice Perillus bioculatus a Podisus maculiventris a dále různé druhy zlatooček rodu Chrysopa, vosíky rodu Polistes a hladěnky rodu Nabis.
Brouk L. grandis se živí vajíčky i larvami mandelinky a jeho larvy na kuklách mandelinky parazitují. Dospělec L. grandis může zkonzumovat až 23 vajíček nebo průměrně 3,3 larvy za jediný den.
Laboratorními pokusy bylo zjištěno, že za predačního rizika v podobě dravé ploštice Podisus maculiventris kladou samice mandelinky bramborové kromě normálních životaschopných vajíček také takzvaná trofická vajíčka (neoplodněná vajíčka sloužící jako nutriční rezerva). Tato odpověď na přítomnost predátora zajišťuje dodatečnou potravu pro nově se líhnoucí potomky, aby se zvýšila jejich šance na přežití. Stejná studie odhalila kanibalismus nově vylíhlých larev mandelinky na nevylíhlých vajíčkách jako antipredační chování.
| Typ         | Druhy                                     | Skupina     | Predace                  | Lokace                  | Reference |
| ----------- | ----------------------------------------- | ----------- | ------------------------ | ----------------------- | --------- |
| Parazitoidy | Chrysomelobia labidomerae                 | Acari       | dospělci                 | USA, Mexiko             | [ 24 ]    |
|             | Edovum puttleri                           | Hymenoptera | vajíčka                  | USA, Mexiko, Kolombie   | [ 25 ]    |
|             | Anaphes flavipes                          | Hymenoptera | vajíčka                  | USA                     |           |
|             | Myiopharus aberrans                       | Diptera     | vajíčka                  | USA                     |           |
|             | Myiopharus doryphorae                     | Diptera     | larvy                    | USA, Kanada             |           |
|             | Meigenia mutabilis                        | Diptera     | larvy                    | Rusko                   |           |
|             | Megaselia rufipes                         | Diptera     | dospělci                 | Německo                 |           |
|             | Heterorhabditis bacteriophora             | Nematoda    | dospělci                 | Celosvětová             | [ 26 ]    |
|             | Heterorhabditis heliothidis               | Nematoda    | dospělci                 | Celosvětová             |           |
| Predátoři   | Lebia grandis                             | Coleoptera  | vajíčka, larvy, dospělci | USA                     |           |
|             | Hippodamia convergens                     | Coleoptera  | vajíčka, larvy           | USA, Mexiko             |           |
|             | Euthyrhynchus floridanus                  | Hemiptera   | larvy                    | USA                     | [ 27 ]    |
|             | Oplomus dichrous                          | Hemiptera   | vajíčka, larvy           | USA, Mexiko             | [ 28 ]    |
|             | Perillus bioculatus                       | Hemiptera   | vajíčka, larvy, dospělci | USA, Mexiko, Kanada     | [ 29 ]    |
|             | Podisus maculiventris                     | Hemiptera   | larvy                    | USA                     | [ 30 ]    |
|             | Pselliopus cinctus                        | Hemiptera   | larvy                    | USA                     |           |
|             | Sinea diadema                             | Hemiptera   | larvy                    | USA                     |           |
|             | Stiretrus anchorago                       | Hemiptera   | larvy                    | USA, Mexiko             |           |
| Patogeny    | Bacillus thuringiensis subsp. tenebrionis | Bacteria    | larvy                    | USA, Kanada, Evropa     |           |
|             | Photorhabdus luminescens                  | Bacteria    | dospělci, larvy          | Celosvětová             | [ 31 ]    |
|             | Spiroplasma                               | Bacteria    | dospělci, larvy          | Severní Amerika, Evropa | [ 32 ]    |
|             | Beauveria bassiana                        | Hypocreales | dospělci, larvy          | USA                     | [ 33 ]    |

## Vztah s lidmi

### Škůdce brambor
Kolem roku 1840 mandelinka rozšířila škálu hostitelských rostlin o pěstované brambory a rychle se z ní stal vysoce nebezpečný hmyzí škůdce na listech této plodiny. Je považována za nejvýznamnějšího fytofága brambor. Může rovněž značně škodit na kulturách rajčat a lilku, jejichž listy se živí jak dospělci, tak larvy. Larvy mohou brambory prakticky zbavit listů (holožír) a zapříčinit až ztrátu celého výnosu, pokud k poškození dojde před tvorbou hlíz. Larvy mohou zkonzumovat 40 cm2 listové plochy během celého larválního stádia, zatímco dospělci dokážou pozřít 10 cm2 za jediný den.

Ekonomické náklady na ochranu rostlin insekticidy jsou významné, přesto údajů o této problematice bylo publikováno jen málo. V roce 1994 celkové náklady na insekticidy a ztráty plodiny v americkém státě Michigan dosáhly 13,3 milionu dolarů, což představuje 13,7 % celkové hodnoty plodiny. Odhad nákladů spojených s insekticidy a ztrátami plodin na hektar činí 138–368 dolarů. Dlouhodobé zvýšení nákladů na výrobu brambor v Michiganu způsobené odolností mandelinky vůči insekticidům se odhaduje na 0,9 až 1,4 milionu dolarů ročně.

### Regulace mandelinky pomocí insekticidů
Insekticidy užívané velkém měřítku tohoto škůdce účinně regulovaly, dokud v roce 1952 nezískal odolnost vůči DDT a v roce 1958 vůči dieldrinu. Insekticidy zůstávají u komerčních pěstitelů hlavní metodou hubení škůdců. Nicméně mnoho chemikálií na ně často neúčinkuje, pokud se používají velmi často, protože brouk je schopen si rychle vyvinout rezistenci. Různé populace v odlišných geografických oblastech jsou odolné vůči všem často užívaným insekticidům, i když ne každá populace je rezistentní vůči každé z těchto chemických látek. U mandelinky se už vyvinula odolnost vůči 56 chemickým insekticidům. Proto se jde cestou zlepšování metabolismu chemikálií, ovlivňování citlivosti a chování brouků a zdokonalování pesticidů.

| Třída insekticidů     | Běžné příklady | Brambory | Lilek | Rajče | Poznámky                                         |
| --------------------- | -------------- | -------- | ----- | ----- | ------------------------------------------------ |
| Organosfáty           | fosmet         | X        |       |       |                                                  |
|                       | disulfoton     | X        |       | X     |                                                  |
| Karbamáty             | karbaryl       | X        | X     | X     | Široce užívaný v USA                             |
|                       | karbofuran     | X        |       |       |                                                  |
| Chlorované uhlovodíky | methoxychlor   | X        |       | X     | Zakázaný v Evropě v roce 2002, v USA v roce 2003 |
| Cyklodieny            | endosulfan     | X        | X     | X     |                                                  |
| Regulátor růstu hmyzu | azadirachtin   | X        | X     | X     |                                                  |
| Spinosin              | spinosad       |          | X     | X     |                                                  |
| Avermektin            | abamektin      | X        |       | X     |                                                  |

### Biologické metody regulace mandelinky
Bakteriální insekticidy jsou účinné, pokud zasáhnou zranitelné mladé larvy. Dva kmeny půdní baktérie Bacillus thuringiensis produkují toxiny, které larvy zabíjejí. Příjem potravy mandelinky lze inhibovat aplikací produktů získaných ze stromu Azadirachta indica; mohou však mít negativní vliv též na ošetřené rostliny. Destilát čerstvých listů a květů vratiče obecného (Tanacetum vulgare) obsahuje velké množství kafru a umbelulonu, které na mandelinku působí silně odpudivě.
Beauveria bassiana (Hyphomycetes) je entomopatogenní houba infikující široké spektrum druhů hmyzu, včetně mandelinky bramborové. Ukázalo se, že jde o mykoinsekticid proti mandelince obzvlášť účinný v kombinaci s bakterií Bacillus thuringiensis. Laboratorní pokusy prokázaly také vysokou účinnost entomopatogenní houby Isaria fumosorosea a entomopatogenní hlístice Steinernema feltiae.

### Další možnosti regulace mandelinky

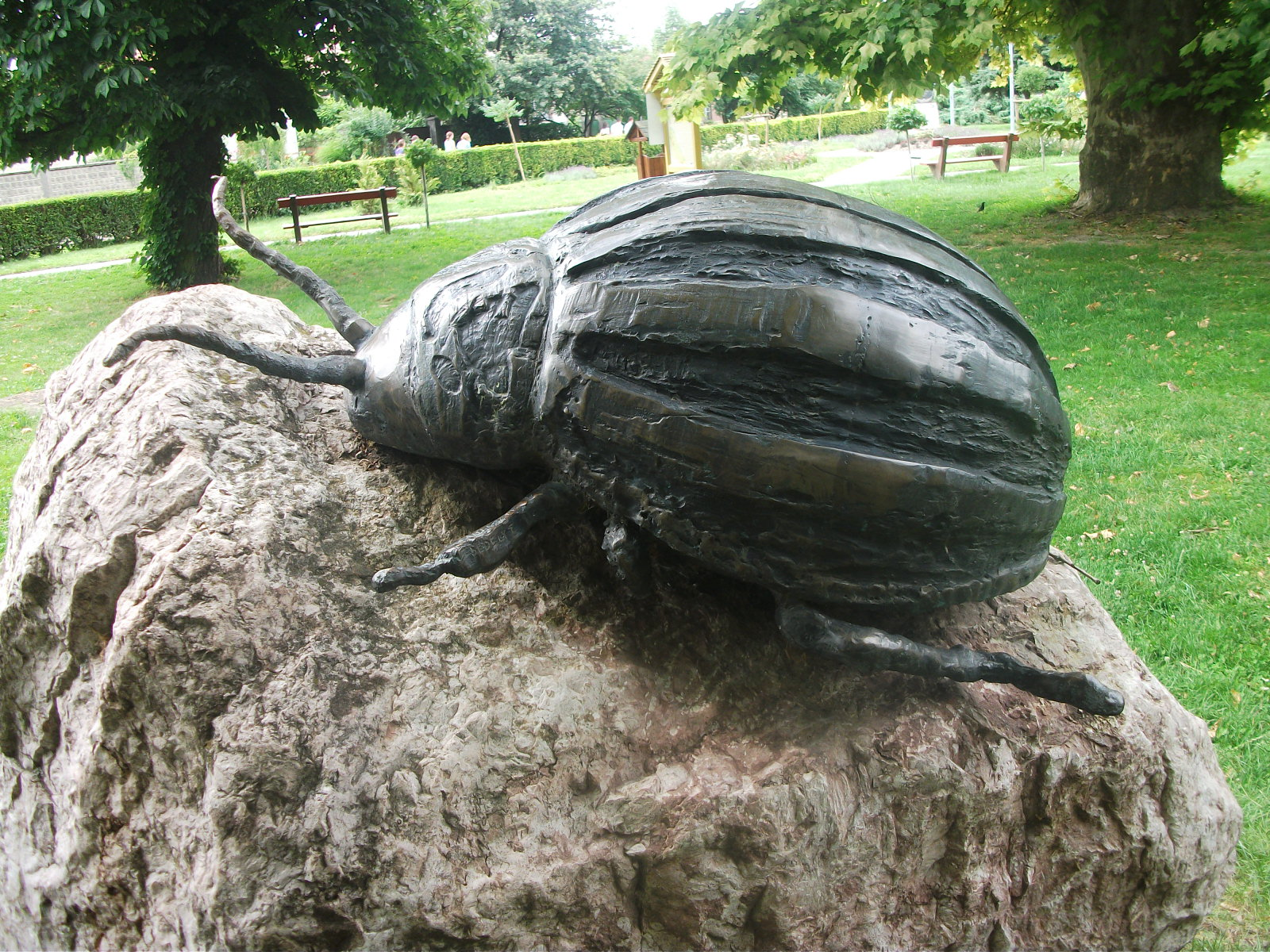
Bronzová plastika v maďarském Héderváru označuje objevení brouka v daném místě v roce 1947 během rychlého rozšíření škůdce v Evropě ve 20. století

Střídání plodin je nejdůležitější preventivní ochranou proti mandelince. Rotace plodin může oddálit napadení brambor mandelinkou a může snížit vytvoření populace mandelinky v začátku sezóny. Studie z roku 1984 ukázala, že toto střídání brambor s nehostitelskými rostlinami redukovalo hustotu dospělců v začátku sezóny o 95,8 %.
K dalším agrotechnickým opatřením, která lze používat v kombinaci se střídáním plodin, patří mulčování plodiny slámou na začátku sezóny, dokáže totiž snížit schopnost brouků nalézt bramborové pole a mulč vytváří prostředí vhodné pro predátory mandelinky. Plastem vyložené příkopy fungovaly jako pasti na brouky, kteří se na jaře pohybovali směrem k bramborovému poli, přičemž se využívalo jejich neschopnosti létat ihned po vylíhnutí. K likvidaci brouků se používaly i plamenomety.

### Výskyt v Československu

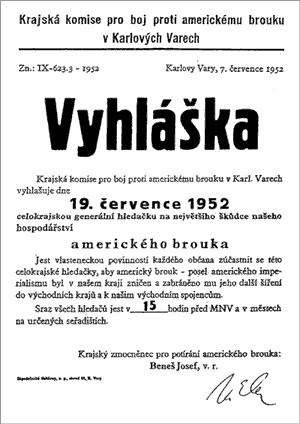
Vyhláška o boji proti
„americkému brouku“ z roku 1952

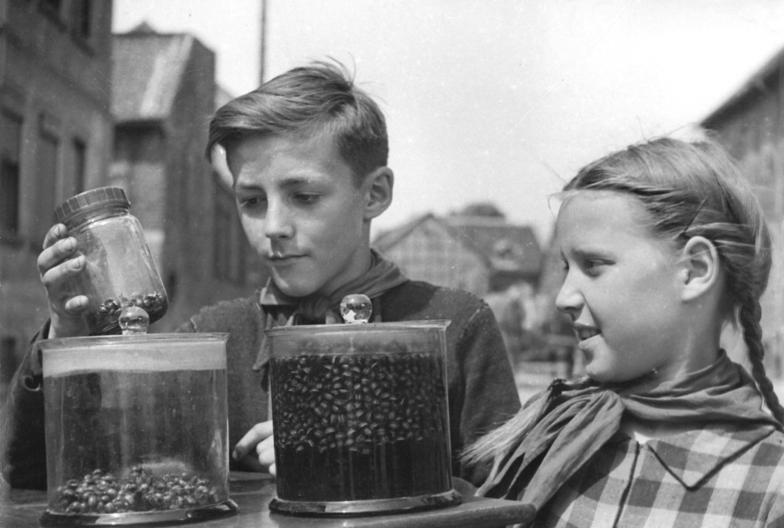
Sběr mandelinky v NDR, 1952

Na české území (respektive do tehdejšího Československa) dorazila mandelinka v 50. letech a její invaze okamžitě nabrala podobu kalamity. Komunistická propaganda ji prohlásila za imperialistický útok (například pohádka O zlém brouku Bramborouku) a obvinila Západ, že mandelinku na českém území uměle vysazuje z letadel nebo prostřednictvím diverzantů (zcela byly ignorovány ve stejnou dobu propuknuvší podobné kalamity po celé Evropě). Občas tak byla mandelinka propagandisticky zvána imperialistický či americký brouk nebo šestinohý vyslanec Wall Streetu.
Boj proti mandelinkám lze vést čistě mechanicky (sběr), ale pokud jde o větší plochu, používají se insekticidy, které je nutno aplikovat v době nejmasívnějšího líhnutí larev, či biologické prostředky (slunéčko, ploštice, entomofágní houby). Za nejúčinnějšího biologického nepřítele je považována dravá ploštice Perillus bioculatus.

### Filatelie
Mandelinka je ikonický druh, jehož obrázek byl použit na poštovních známkách kvůli jeho spojení s nedávnou historií jak Severní Ameriky, tak Evropy. Například v roce 1956 vydalo Rumunsko sadu čtyř známek věnující pozornost kampani proti hmyzím škůdcům a v roce 1967 byla mandelinka zobrazena na známce vydané Rakouskem. Brouk se také objevil na známkách vydaných v Beninu, Tanzanii, Spojených arabských emirátech a Mosambiku.

## Přezdívka městských autobusů
Na Kladně existuje pro městské autobusy přezdívka „mandelinka“. Je doložena též ve Slaném a ve Vlašimi. Původ přezdívky je vykládán žlutohnědým nátěrem autobusů dopravce Matěje Bendáka v období kolem poloviny 20. století.

## Galerie

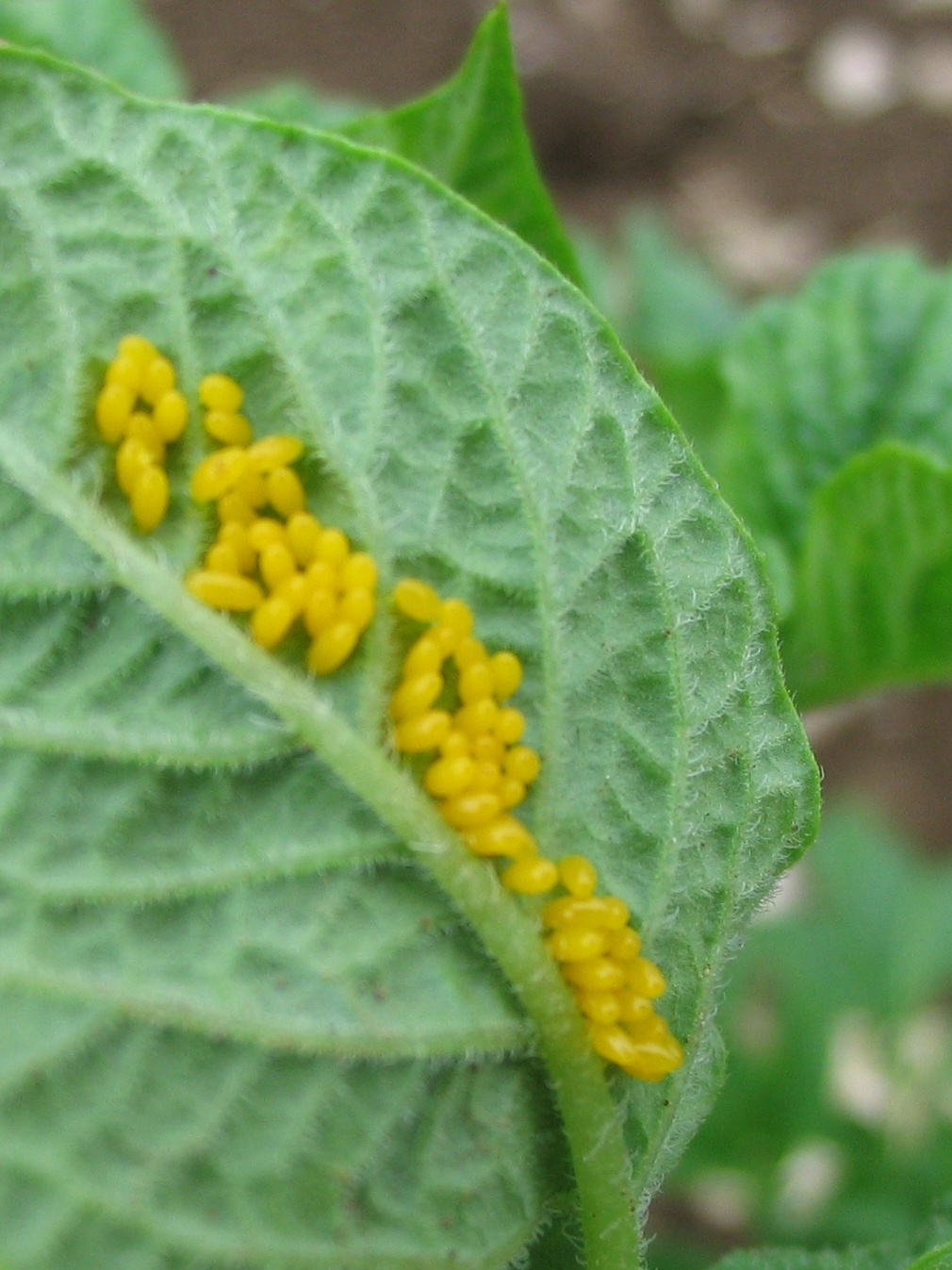
Nakladená vajíčka na spodní straně listu
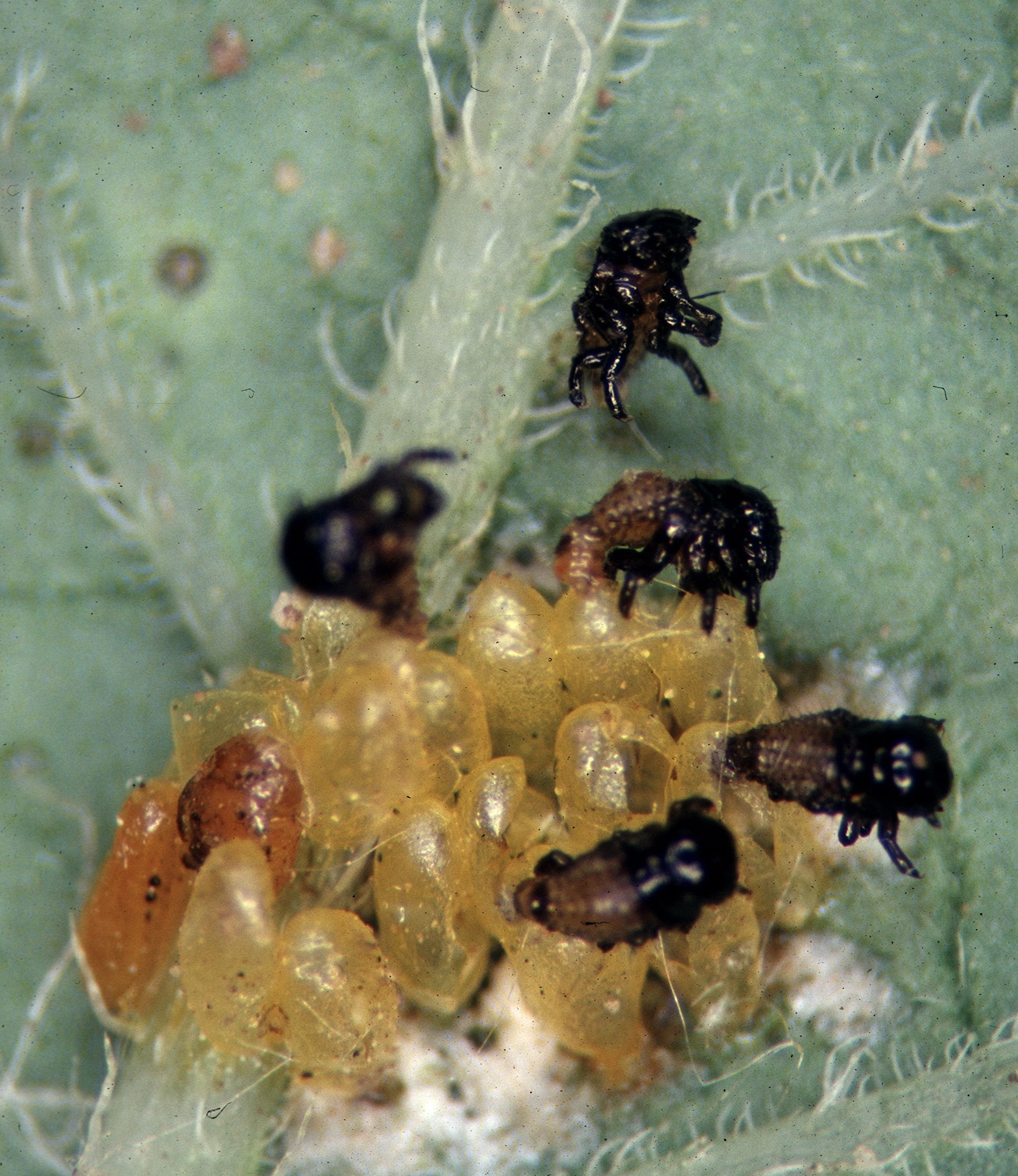
První instar – larvy po vylíhnutí
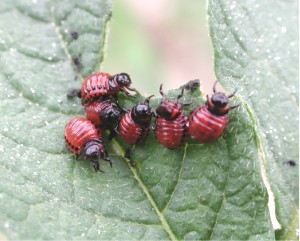
Časný třetí instar larválního stádia
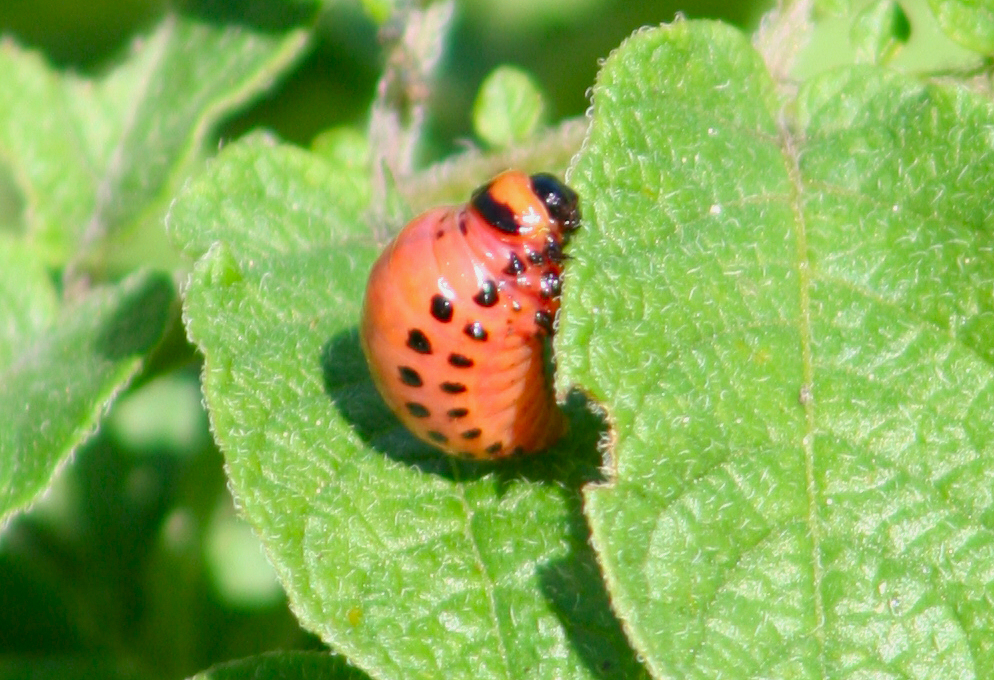
Pozdní čtvrtý instar – stádium larvy před zakuklením
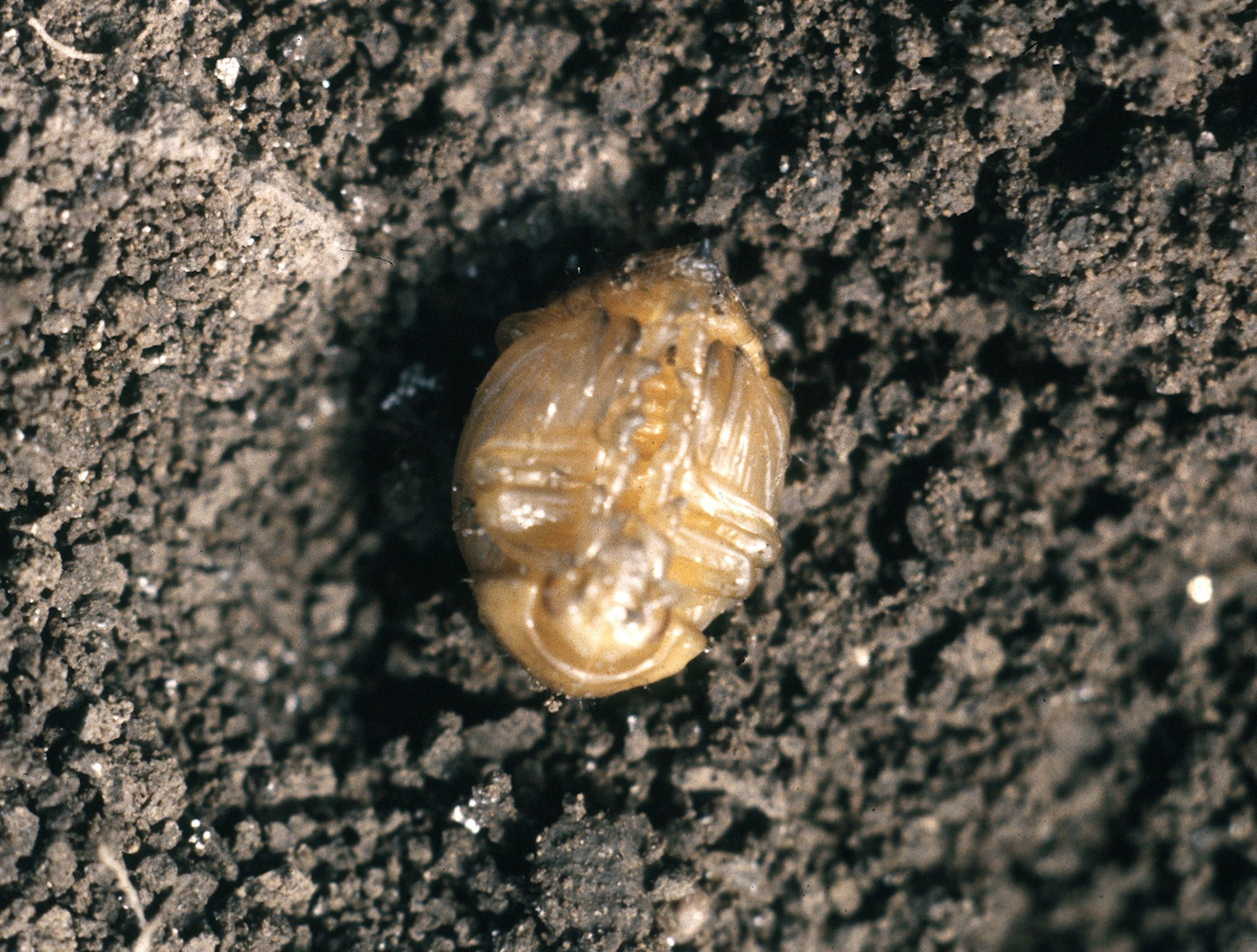
Kukla mandelinky
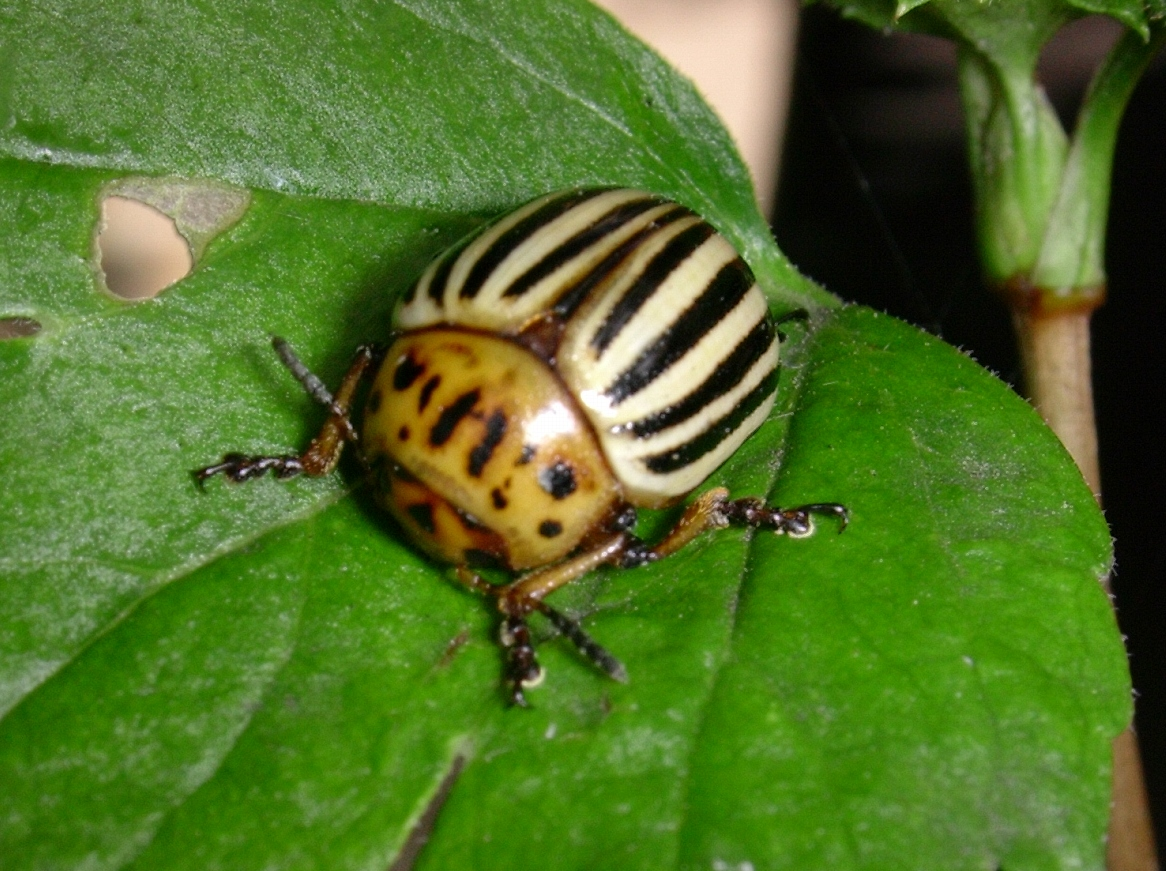
Dospělý brouk (imago) po vylíhnutí
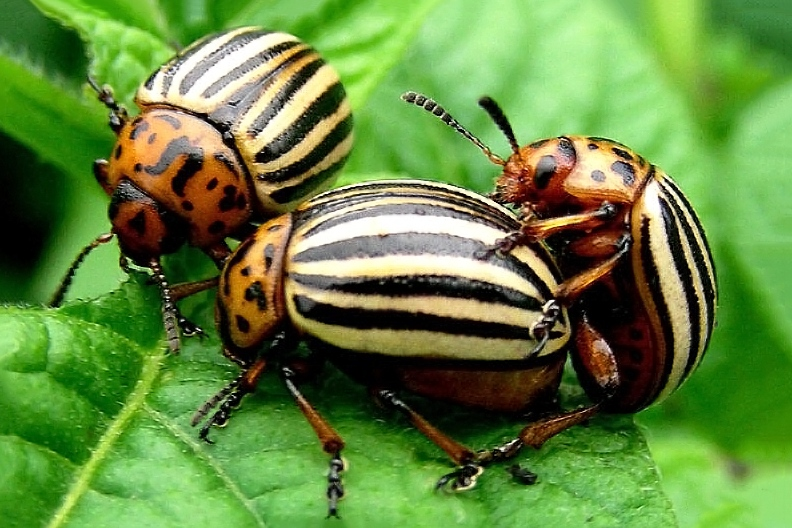
Páření dospělců